# 当別町立青山中央小中学校
当別町立青山中央小中学校（とうべつちょうりつ あおやまちゅうおうしょうちゅうがっこう）は、北海道石狩郡当別町青山奥1256に所在した公立小中学校。
かつての2階建ての木造校舎が、北海道新聞社刊の『北海道 わが心の木造校舎』に、写真入りで紹介されている。
閉校後の校区は、当別町立弁華別小学校および当別町立弁華別中学校に移管された。

## 沿革
- 1901年（明治34年）3月20日 - 「青山奥簡易教育所」の名称で開校する[3]。
- 1909年（明治42年）3月 - 当別第三尋常小学校と改称[4]。
- 1916年（大正5年） - 青山奥尋常小学校と改称[4]。
- 1939年（昭和14年） - 高等科を併置し、青山奥尋常高等小学校と改称[4]。
- 1941年（昭和16年）
  - 4月 - 青山奥国民学校と改称[4]。
  - 5月 - 部落名の変更に伴い、青山中央国民学校と改称[4]。
- 1947年（昭和22年）5月1日 - 弁華別中学校青山中央分校を併置[4]。
- 1952年（昭和27年）7月1日 - 弁華別中学校青山中央分校が独立し、「青山中学校」となる[5]。
- 1953年（昭和28年）9月1日 - 「青山中学校」の分校「二股分校」が設置される[5]。
- 1958年（昭和33年）4月1日 - 「青山中学校」が「青山中央中学校」に改称される[5]。
- 1967年（昭和42年）4月1日 - 廃校となった四番川中学校を青山中央中学校に統合[5]。
- 2000年（平成12年） - 閉校する[2]